# ويليام بيكفورد
ويليام توماس بيكفورد (بالإنجليزية: William Thomas Beckford) (1 أكتوبر 1760 - 2 مايو 1844)، روائي ومهندس معماري وناقد وكاتب وسياسي بريطاني. كان ويليام مهووسًا بجمع الأعمال الفنية الزخرفية في بعض الأحيان، واشتهر في مرحلة من حياته بأنه من أغنى أغنياء إنجلترا. كان والده ويليام بيكفورد ووالدته ماريا هاميلتون، (ابنة السياسي جورج هاميلتون). كما كان عضوًا في برلمان ويلز من 1784 إلى 1790، وبرلمان هندون من 1790 إلى 1795 وكذلك من 1806 إلى 1820.
يُذكر أنه مؤلف الرواية القوطية فاتيك (Vathek) (1786)، وهو المؤسس والباني الرئيسي لدير فونثيل المشهورة وبرج لانسداون («برج بيكفورد»)، باث، وخاصة لمجموعته الفنية.

## سيرته الشخصية
ولد بيكفورد في 29 سبتمبر 1760 في منزل العائلة القاطن بلندن في 22 سوهو سكوير. ورث في سن العاشرة، ثروة كبيرة من والده ويليام بيكفورد، الذي كان لورد عمدة لندن مرتين على التوالي، تبلغ مليون جنيه استرليني نقدًا (125 مليون جنيه إسترليني اعتبارًا من عام 2015)، عقارًا في مدينة فونثيل جيفورد في ويلتشير (بما في ذلك قصر بالاديان فونثيل سبليندنس)، والعديد من مزارع السكر في جامايكا، والتي يعمل بها الأفارقة المستعبدون. سمحت له هذه الثروة أن ينغمس في اهتمامه بالفن والعمارة، وكذلك الكتابة. دربه الموسيقار فولفغانغ أماديوس موزارت لفترة وجيزة، لكن كان لمدرب الرسم خاصته ألكسندر كوزينز تأثير أكبر، ما دفع بيكفورد للتواصل معه لعدة سنوات إلى أن تشاجرا.
تزوج بيكفورد في 5 مايو 1783، من السيدة مارغريت غوردون، ابنة إيرل أبوين الرابع. ومع ذلك، كان بيكفورد ثنائي الجنس، ولكنه اختار الانعزال الاجتماعي الذاتي من المجتمع البريطاني بعد عام 1784، وذلك بعد عثور عم ويليام كورتيناي (الذي أصبح إيرل ديفون التاسع في ما بعد) على الرسائل التي كان يرسلها ويليام لهذا الصبي، والذي أعلن عن القضية في الصحف. كان كورتيناي في العاشرة من عمره فقط في أول لقاء له مع بيكفورد، الذي كان يكبره بثماني سنوات. اعتُقد لسنوات طويلة وجود علاقة متزامنة بين بيكفورد وزوجة ابن عمه لويزا بيت (حوالي 1755-1791). واكتشف أحد ضيوف المنزل في ذلك الوقت، جلد وضرب بيكفورد لكورتيناي في بعض الأوضاع، بعد عثوره على رسالة كتبها كورتيناي إلى عاشق آخر. على الرغم من أن بيكفورد لم يعاقب أبدًا على التحرش بالأطفال أو الزنا أو محاولة مضاجعة الذكور، فقد اختار في وقت لاحق النفي الذاتي ومغادرة القارة برفقة زوجته التي عانت طويلًا (وتوفيت أثناء الولادة في سن 24).
بعد دراسته لدى السير ويليام تشامبرز وكوزنز، سافر بيكفورد إلى إيطاليا عام 1782 وكتب على الفور كتابًا عن رحلاته: الأحلام، أفكار اليقظة والحوادث
Dreams, Waking Thoughts and Incidents) (1783). كتب بعد ذلك بوقت قصير عمله الأكثر شهرة، الرواية القوطية فاتيك (1786)، التي كُتبت أصلًا باللغة الفرنسية؛ تفاخر باستغراق الأمر جلسة واحدة لمدة ثلاثة أيام وليلتين، على الرغم من وجود سبب للاعتقاد بكون هذه الرحلة من وحي خياله.

## روابط خارجية
- ويليام بيكفورد على موقع الموسوعة البريطانية (الإنجليزية)
- ويليام بيكفورد على موقع إن إن دي بي (الإنجليزية)